# 1765 Wrubel
1765 Wrubel este un asteroid din centura principală, descoperit pe 15 decembrie 1957, de Goethe Link Obs..